# Yūzo Nakamura
Yūzo Nakamura (em japonês:  中村 祐造; Hyōgo, 24 de abril de 1942 — 20 de julho de 2010) foi um jogador de voleibol do Japão que competiu nos Jogos Olímpicos de 1964 e 1972.
Em 1964 ele fez parte da equipe japonesa que conquistou a medalha de bronze no torneio olímpico. Oito anos depois, ele ganhou a medalha de ouro com o time japonês na competição olímpica de 1972, participando de cinco jogos.